# 金茂酒店
金茂（中國）酒店投資管理有限公司（港交所除牌前：6139.HK），簡稱：金茂酒店，前稱金茂（中國）投資控股有限公司（簡稱：金茂投資），是由方興地產分拆的商業信託。金茂投資在中國擁有八間酒店，包括金茂大廈及上海金茂君悅大酒店、金茂北京威斯汀大飯店、金茂深圳JW萬豪酒店、金茂三亞麗思卡爾頓酒店、金茂三亞希爾頓大酒店、崇明金茂凱悅酒店、北京金茂万丽酒店及麗江金茂君悅酒店。金茂投資在2014年6月進行公開招股，招股價介乎每單位5.35至5.65港元，集資最多約33.9億港元。
2020年6月，金茂控股提出以每股4.8港元私有化金茂酒店。金茂酒店在同年10月5日退市。

## 外部連結
- 金茂投資 （页面存档备份，存于）